# ميخائيل أرمسترونغ
ميخائيل أرمسترونغ (بالإنجليزية: Michael Armstrong)‏ هو سياسي بريطاني (وحمل سابقاً جنسية المملكة المتحدة لبريطانيا العظمى وأيرلندا)، ولد في 1924، وتوفي في 1982.